# 費拉謝山

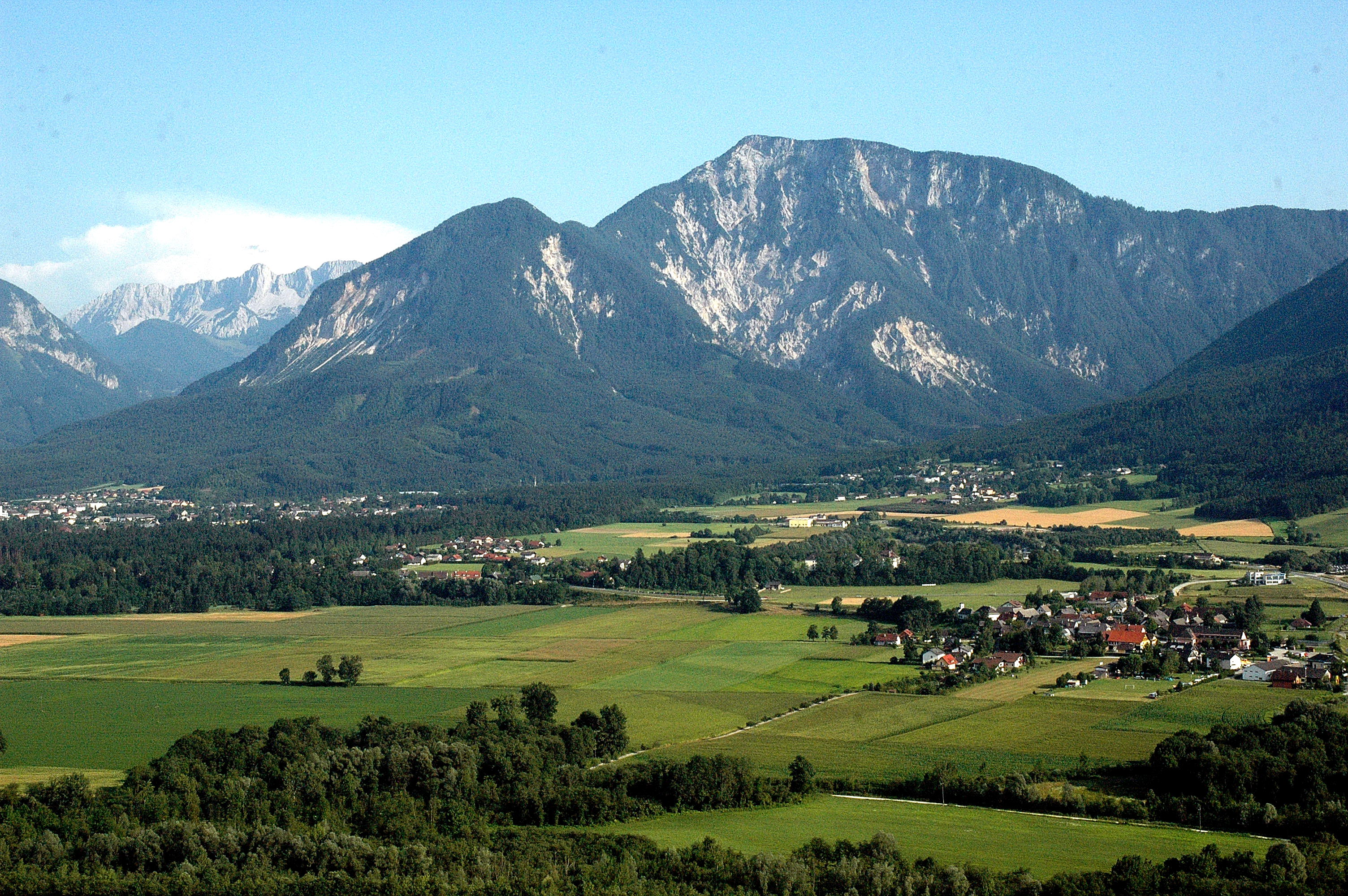

46°29′12″N 14°18′51″E / 46.48667°N 14.31417°E
費拉謝山（德語：Ferlacher Horn），是奧地利的山峰，位於該國南部，由克恩頓州負責管轄，屬於卡拉萬克斯山脈的一部分，海拔高度1,840米，每年平均降雨量2,160毫米。